# 旭村 (鳥取県東伯郡)
旭村（あさひそん）は、鳥取県東伯郡にあった村。現在の東伯郡三朝町の一部にあたる。

## 地理
天神川と加茂川の流域に位置していた。

## 歴史
- 1889年（明治22年）10月1日 - 町村制の施行により、河村郡高勢村、賀茂村、竹田村が発足[3]。
- 1896年（明治29年）4月1日 - 上記3村は郡の統合により東伯郡に所属。
- 1907年（明治40年）10月1日 - 上記3村が合併して旭村が発足[1][2]。合併旧村から継承した小河内、笏賀、福吉、柿谷、鉛山、本泉、森、吉尾、下谷、福田、鎌田、今泉、湯谷、赤松、大柿、牧、恩地、久原、曹源寺、助谷の20大字を編成[2]。
- 1934年（昭和9年）大洪水により農業に大きな被害を受けた[2]。
- 1947年（昭和22年）11月28日 - 昭和天皇が村立授産場に行幸（昭和天皇の戦後巡幸）[4]。
- 1953年（昭和28年）11月1日 - 東伯郡三朝村、三徳村、小鹿村、竹田村と合併し、町制施行し三朝町を新設して廃止[1][2]。合併後、三朝町大字小河内・笏賀・福吉・柿谷・鉛山・本泉・森・吉尾・下谷・福田・鎌田・今泉・湯谷・赤松・大柿・牧・恩地・久原・曹源寺・助谷となる[2]。

### 地名の由来
「旭日昇天」の旭をとって命名した。

## 産業
- 農業[2]
- 産物：米、桑、繭、葉煙草[2]
- 養蚕の最盛期は1933年（昭和8年）で、葉煙草の栽培は1937年（昭和12年）頃から始められ戦後に栽培が拡大した[2]。

## 交通

### 乗合バス
- 1922年（大正11年）竹田の谷 - 穴鴨間運行開始[2]
- 1930年（昭和5年）中の谷 - 小河内間運行開始[2]

## 教育
- 1947年（昭和22年）大字本泉に旭中学校を開校[2]。（現三朝町立三朝中学校）